# 取調受忍義務
取調受忍義務（とりしらべじゅにんぎむ）とは、被疑者が取調べに応じるべき法的義務をいう。

## 日本における取調受忍義務
身柄を拘束されていない被疑者についての取り調べ受認義務が否定されることについては争いが無い。しかし、身柄を拘束されている被疑者について、このような義務が法律上存在するか否かについては争いがある。概ね検察・警察実務は取調受認義務を認めているが、学説は種々に分かれている状態である。判例でも概ね取調受忍義務を認めている（最高裁判所大法廷平成11年3月24日判決）。
取調受認義務肯定説
肯定説の最も有力な根拠は、刑事訴訟法198条1項が「検察官、検察事務官又は司法警察職員は、犯罪の捜査をするについて必要があるときは、被疑者の出頭を求め、これを取り調べることができる。但し、被疑者は、逮捕又は勾留されている場合を除いては、出頭を拒み、又は出頭後、何時でも退去することができる。」と規定している点にある。
条文の但書を反対解釈すれば、身柄を拘束されている被疑者は「出頭を拒み、又は出頭後、何時でも退去することができない」と読めるためである。
取調受認義務否定説
否定説にはいくつかのバリエーションがあるが、概ね、憲法第38条第1項が包括的な黙秘権を認めていることと取調受認義務を肯定することは整合しない点、逮捕・勾留といった身柄拘束は取調を目的とするものではない点などを論拠とする点で共通している。
出頭・滞留義務肯定説
取調に応じる義務はないが、求められれば取調室に出頭・滞留する義務はあるという出頭・滞留義務肯定説という見解がある。取調受認義務肯定説が論拠とする刑事訴訟法198条1項ただし書反対解釈を認めつつ、同条は出頭・退去の自由がないことを言うのみで取調に応じる義務はないとすることで、取調受認義務肯定説の論拠を失わせようとする見解である。
取調受認義務肯定説からは、一種の否定説と分類され、取調受認義務否定説からは出頭・滞留義務を認める点で肯定説に分類される一種の鬼っ子的学説といえる。